# David Hallyday
Pour les articles homonymes, voir Hallyday.
 (février 2013).
Si vous disposez d'ouvrages ou d'articles de référence ou si vous connaissez des sites web de qualité traitant du thème abordé ici, merci de compléter l'article en donnant les références utiles à sa vérifiabilité et en les liant à la section « Notes et références ».
David Hallyday, nom de scène de David Smet, né le 14 août 1966 à Boulogne-Billancourt, est un chanteur, musicien multi-instrumentiste, compositeur et pilote automobile français.

## Biographie

### Enfance et jeunes années (1966-1983)
David Hallyday, de son vrai nom David Michael Benjamin Smet, est né le 14 août 1966 à Boulogne-Billancourt. Il est le fils du chanteur Johnny Hallyday et de la chanteuse Sylvie Vartan.
Dès son plus jeune âge, il baigne dans l'univers artistique et se passionne pour la musique en général. La batterie est son premier instrument qu'il découvre en voyant jouer le batteur de son père Tommy Brown. Le piano et la guitare suivent rapidement. Malgré un bref passage au conservatoire, David apprend en autodidacte épaulé par son oncle, le musicien Eddie Vartan.
Élevé principalement par sa mère et sa grand mère, il quitte la France avec celles-ci pour s'installer à Los Angeles en 1975, où il est scolarisé au Lycée français,.
En 1978, pour un temps revenu en France, sa mère ayant signé un contrat pour une tournée de deux ans en Europe, David Hallyday vit ce retour comme un déchirement tant il s'est habitué à la vie américaine.
Le 25 novembre 1979, âgé de 13 ans, il fait ses premiers pas sur scène le soir de la dernière représentation du spectacle de son père au Pavillon de Paris, lors d'une apparition surprise et remarquée à la batterie sur le titre Rien que huit jours,.
De retour aux États-Unis, au Lycée français de Los Angeles, David Hallyday monte son premier groupe de rock et en fin de semaine se produit dans les clubs.
Le 5 novembre 1980, après de multiples réconciliations et ruptures, ses parents sont officiellement divorcés,.

### Les prémices de sa carrière musicale (1984-1986)
Sous l'impulsion de son beau père Tony Scotti, en 1984, il perfectionne son jeu de guitare en quelques jours, ce dernier lui ayant lancé le défi d'apprendre à jouer le célèbre morceaux de rock Johnny B. Goode. David Hallyday reconnaîtra qu'il s'agit certainement de l'acte fondateur de sa carrière.
Tony Scotti souhaite qu'il soit chanteur et sur le devant de la scène et le pousse à quitter son groupe de musique dans lequel il n'était que le batteur.
C'est en Californie qu'il commence sa carrière. Dans un premier temps, son beau père lui fait occuper un poste de stagiaire dans sa maison de disque. Dans le même temps il prend des cours  avec le professeur de chant Seth Riggs (en) et compose ses premiers titres.
Souhaitant tester sa popularité (en dehors de celle de ses parents), Tony Scotti produit son premier 45 tours porté par le single Tonight your mine qui sort en novembre 1985 uniquement pour le marché japonais. Par la suite, et afin de promouvoir le disque, Tony Scotti lui décroche un contrat pour ouvrir les shows de certains groupes tels que Shonentai l'un des plus grands groupes Japonais de l'époque.

### Premiers albums et premiers succès (1987-1992)
En 1987, Tony Scotti lui offre le premier rôle de He's My Girl, une comédie qu'il produit. David Hallyday interprète la chanson-titre du film, qui atteint la 8e place du Top 50.
L'année suivante il connaît un grand succès avec la chanson High qui se classe n°1 durant plusieurs semaines. Son premier album, True Cool, paraît en novembre 1988 et reçoit un double disque d'or en France, porté également par les titres Wanna take my time et Listening.
En 1989, paraît l'album Your power of love, destiné au marché japonais. À la meme période, il compose pour son père les titres Pirate de l'air, Animal, Possible en moto et Mirador (ces deux derniers figurant sur l'album Cadillac).
En 1990, il publie un deuxième album en France, Rock'n'Heart, qui reçoit un double disque d'or grâce au succès des titres Tears of the Earth, About you, Ooh la la et Change of heart. En mars 1991, il effectue sa première tournée, Rock'n'Heart Tour, incluant deux dates au Zénith de Paris et deux autres à La Cigale.
En avril 1992 parait un double album live, On the Road.

### Retour à la musique en groupe et éloignement de la France (1993-1998)
En juin 1993 il participe aux trois concerts de son père Johnny Hallyday au Parc des Princes, chantant en duo avec lui le titre Mirador et l'accompagnant à la batterie sur Oh ! Ma jolie Sarah.
La tournée Rock'n'Heart Tour lui ayant donné envie de renouer avec la notion de groupe de ses débuts, il fondé avec Érik Godal David Hallyday & Blind Fish. Un single en hommage à leurs pères, Héros, sort en 1993 et un album, 2000 BBF suit en 1994, sans succès.
En 1997, il fonde le groupe Novocaine, toujours avec Érik Godal, pour lequel ils se produisent durant près de trois ans dans des clubs américains.

### Retour en France et début de sa carrière en français (1999-2003)
À la demande de son père Johnny Hallyday, il compose en 1999 l'album Sang pour sang qui devient le plus gros succès commercial de l'artiste en s'écoulant à près de 2 millions d'exemplaires.
La même année il signe son grand retour avec le titre Tu ne m’as pas laissé le temps, en hommage à George Vartan, son grand-père maternel. Le single est certifié disque de diamant et David Hallyday reçoit le prix Vincent-Scotto de la SACEM et le NRJ Music Award de l’artiste masculin de l’année. L’album Un paradis, un enfer, qui contient également les titres  Pour toi et Ange étrange, est consacré disque de platine.
Il participe aux concerts des Enfoirés de 1999 à 2003, puis de 2007 à 2009, ainsi qu’en 2017.
En 2002, après la sortie de son 7e album, Révélation, David Hallyday prête sa voix au héros de La Planète au trésor, un nouvel univers de Disney et interprète la chanson, Un homme libre.
En 2004, un album plus rock, Satellite, réalisé par Paul Reeves voit le jour et est suivi d’une tournée française de presque un an.
David Hallyday est également batteur et c’est à ce titre notamment que Jean-Patrick Capdevielle fait appel à lui pour son album Hérétique. Échange de bons procédés, puisqu’il lui écrit des textes pour son album éponyme sorti en 2007.
L’année 2008 est l’occasion d’une collaboration originale entre David et Grand Corps Malade pour le titre Si mon cœur, pour l'album de son père Ça ne finira jamais. Cette collaboration a une suite en mars 2010 dans le disque Un nouveau monde de David. Pour cet album, David a composé toutes les musiques et joué de tous les instruments. Outre Grand Corps Malade, il a notamment fait appel à Éric Chemouny et Pierre Dominique Burgaud. Le premier extrait, On se fait peur, réunit en duo David et sa demi-sœur Laura Smet et rencontre vite le succès. Trois semaines après sa sortie, l'album devient disque d'or. Un deuxième single Le Cœur qui boîte sort pour l'été.
En mars 2015, sous le nom de son nouveau groupe Mission Control, il publie l'album Alive enregistré en anglais.
Le temps d'une vie, nouvel album de David Hallyday, sort en novembre 2016. Le premier extrait diffusé est le titre Comme avant.
Son 13e album, J'ai quelque chose à vous dire, sort le 7 décembre 2018. Le premier extrait Ma dernière lettre sort le 11 novembre après sa diffusion aux NRJ Music Awards. À travers cette chanson, David Hallyday rend hommage à son père décédé un an plus tôt. Le clip est réalisé par Laura Smet,. L'album est un succès et se voit certifié disque d'or au mois de décembre 2018, puis disque de platine au mois de février 2019.
En juin 2024, sort l'album Requiem pour un fou, sur lequel David Hallyday reprend dans de nouvelles versions plusieurs de ses anciens titres, ainsi que treize chansons de son père,, dont un duo virtuel sur le titre Sang pour sang. Hommage à Johnny Hallyday qu'il prolonge sur scène en novembre et décembre, en tournée avec le spectacle Requiem pour un fou pour une vingtaine de représentations, dont deux au Dôme de Paris,.

#### Diverses collaborations
En 1986, il compose pour sa mère, Sylvie Vartan, les chansons Virage et She Can Dance.
En 1988, c'est pour son père, Johnny Hallyday, qu'il compose deux chansons incluses dans l'album Cadillac, Possible en moto et Mirador.
L'album de Johnny Hallyday Destination Vegas, en 1996, contient un titre composé par David intitulé "Chanter pour toi".
En 1999, il compose et réalise pour son père l’album Sang pour Sang. Le disque se vend à deux millions d'exemplaires - ce qui demeure la meilleure vente d'albums du chanteur - et est élu meilleur album de variété, pop, rock aux Victoires de la musique en 2000.
Pour son père, David participe encore aux albums À la vie, à la mort, Ma Vérité et Ça ne finira jamais.
Il compose également plusieurs chansons pour sa mère sur différents disques : une sur l'album Vent d'ouest, deux sur Sensible, une sur Sylvie et une sur l'album Soleil bleu.
David Hallyday compose le générique de l’émission Jour de foot de Canal+, deux titres pour l’album Châtelet les Halles de Florent Pagny. Suivent de nouvelles collaborations : un titre pour l’émission Graines de star, Un monde à refaire et un pour Tina Arena, Cœur de pierre.
Entre 2002 et 2006, les collaborations se multiplient. Steeve Estatof, Emma Daumas et Cylia font appel à lui pour des compositions, sans oublier Anggun avec qui un duo, Garde-moi, est enregistré.

### Sport automobile

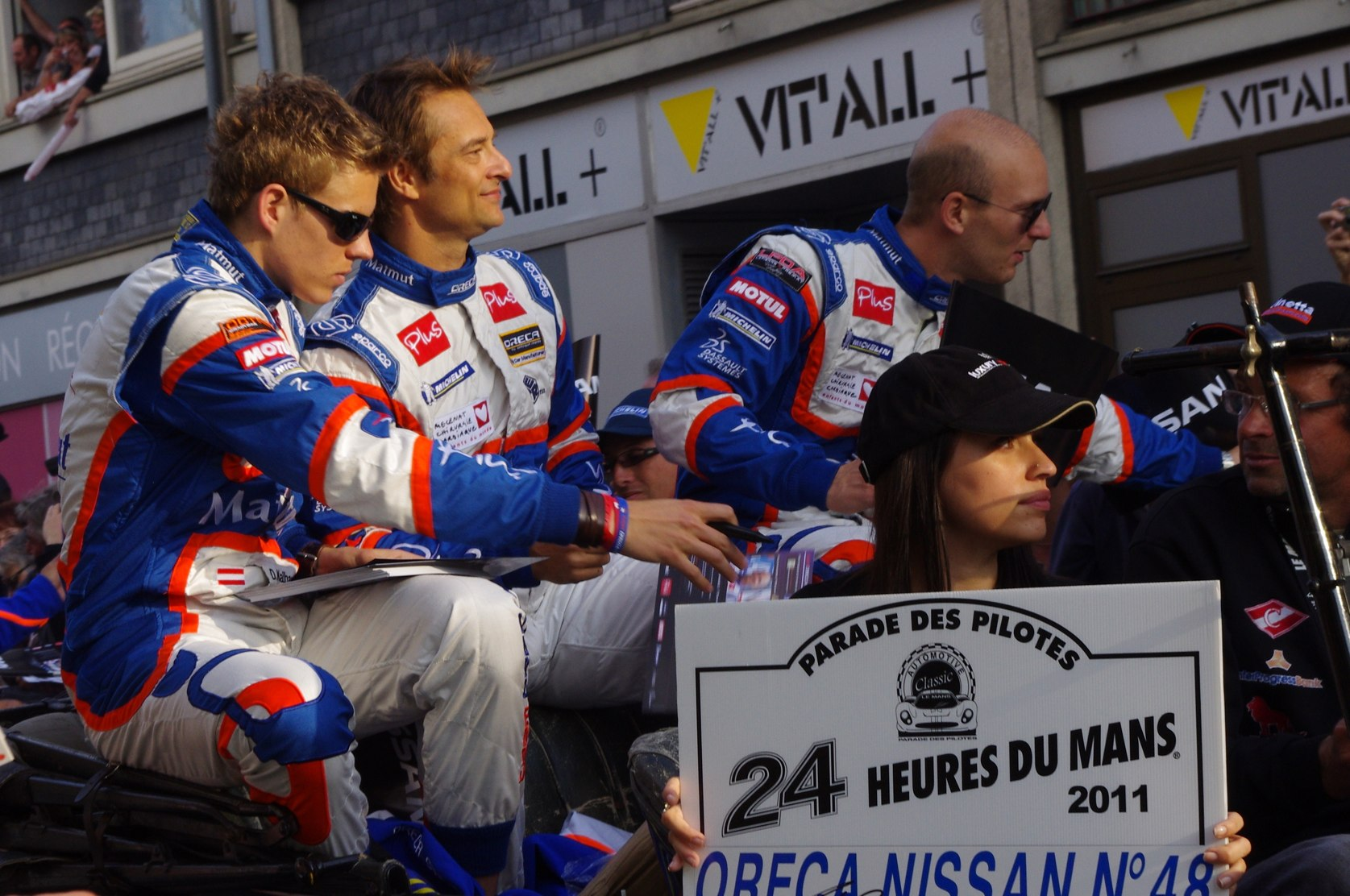
David Hallyday (au milieu), durant la parade des pilotes des 24 Heures du Mans 2011.

En plus de ses activités professionnelles liées à la musique, David Hallyday s'adonne à la compétition automobile qu'il a connue grâce à un ami qui lui a proposé des stages de pilotage. Il entame une carrière de pilote en 1989, avant de courir en Formule 3 lors du Grand Prix de Pau dès 1990. Après la F3, il dispute des épreuves du championnat Spyder 905 et de la coupe Sport-Proto Alfa Romeo. Il pilote aussi dans le championnat de France de Supertourisme au volant d'une Peugeot 406.
Il rejoint ainsi dès 2000 le championnat de France FFSA GT, principal championnat de courses de voitures de la catégorie Grand Tourisme en France. Dès la saison suivante, aux côtés de son ami et ex-pilote de Formule 1 Philippe Alliot et au volant d'une Ferrari 360 Modena de l'écurie JMB Racing, il remporte quatre victoires et signe sept podiums en onze courses, lui permettant de terminer à la cinquième place du classement général. De surcroît, il décroche le titre de champion de France GT. Il fondera par la suite avec Philippe Alliot une équipe de course nommée « Force One Racing ».
Ses résultats font qu'en plus de continuer à évoluer en FFSA GT, David Hallyday pilote dans le championnat FIA GT lors des saisons 2002 et 2003, où il obtient un seul podium, et court ponctuellement en Porsche Supercup. Surtout, il participe pour la première fois aux 24 Heures du Mans, sur une Courage C65 et encore avec Philippe Alliot. Il regagne ensuite le FFSA GT, finissant deuxième en 2004, rejoignant l'année suivante le BOSS GP (en) puis retrouvant le Supertourisme et le FFSA GT en 2006.

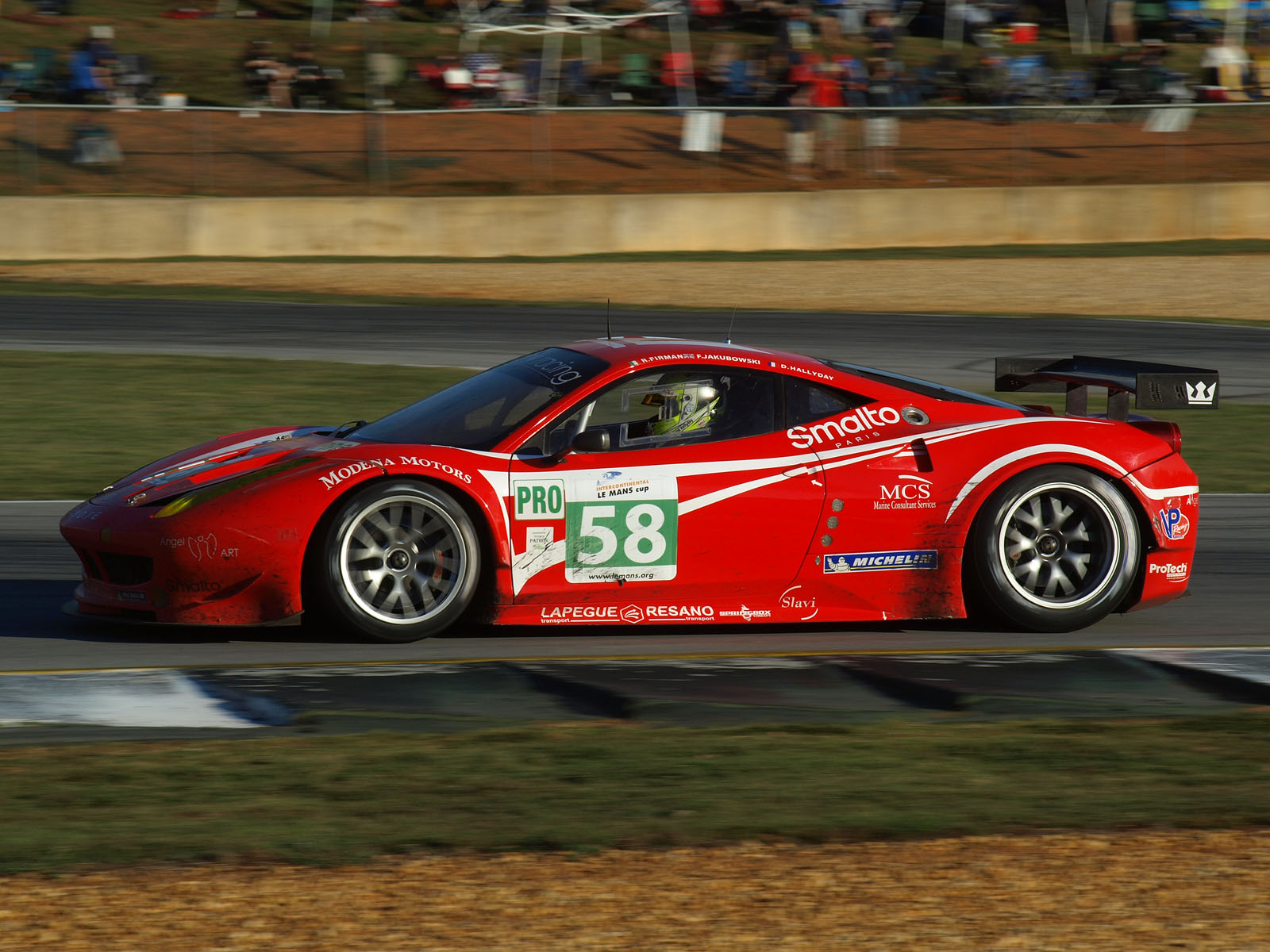
David Hallyday pilotant la du Luxury Racing lors du Petit Le Mans 2011 à Road Atlanta.

Il concourt de nouveau au Mans en 2007 et 2008, ces fois-ci en GT1, terminant à chaque fois 28e, son meilleur résultat dans l’épreuve. Il retrouvera cette dernière lors des éditions 2011 et 2014, respectivement en LMP2 et en GTE Am, avec pour bilan un abandon puis une 31e place. Entre-temps, il pilote toujours en championnat de France GT, terminant à nouveau deuxième en 2011 ainsi que troisième en 2010 et 2014, tout en s'engageant à plusieurs reprises en Porsche Carrera Cup France au volant d'une Porsche 997 GT3 Cup. Il effectue aussi des participations ponctuelles en VdeV et en championnat d'Europe FIA GT3, lui permettant de prendre part à d'autres grandes épreuves comme les 24 Heures de Spa.

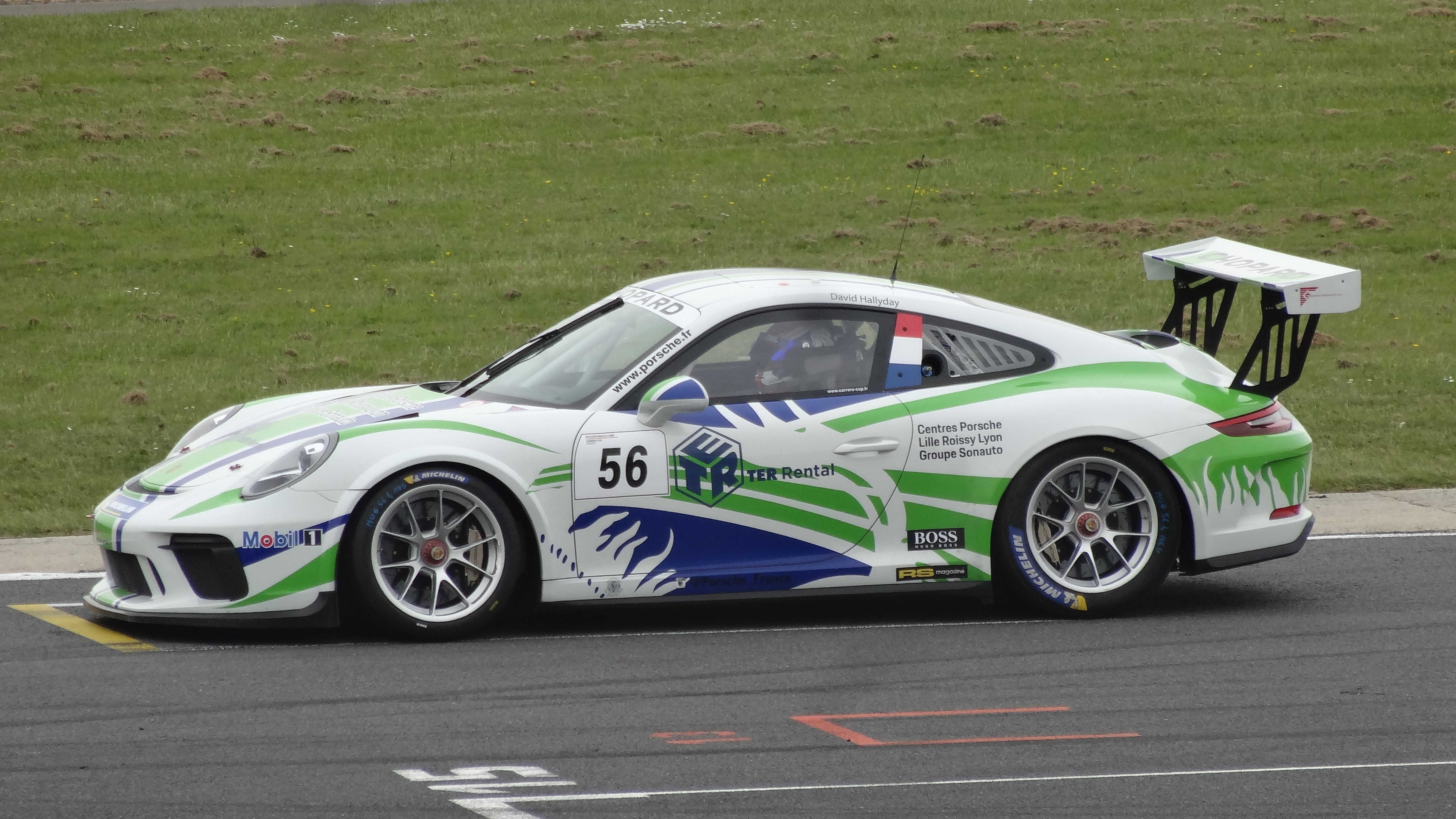
David Hallyday à Nogaro dans le cadre de la Porsche Carrera Cup France 2019.

Sa carrière post-Le Mans s'articule autour du championnat de France FFSA GT, auquel s'ajoute l'European Le Mans Series en 2014 et 2016, avec à la clé trois podiums de catégorie, et quelques participations en Blancpain GT Series. En 2018, il s'oriente vers la Porsche Carrera Cup France et termine 13e du championnat 2018. Il participe ensuite à la saison 2019.
À propos de son engagement en sport automobile, il déclare : « Je roule pour le plaisir, mais j'ai envie de réussir. Les résultats comptent. C'est ce que j'aime dans le sport, il ne peut y avoir de doute sur rien ». Son métier reste cependant celui de la musique, comme il l'affirme en 2010 : « Je privilégierai toujours mon métier ».

#### Palmarès
- Championnat de France FFSA GT : Champion en 2001, 2e en 2004 et 2011, 3e en 2010 et 2014.

#### Résultats aux 24 Heures du Mans

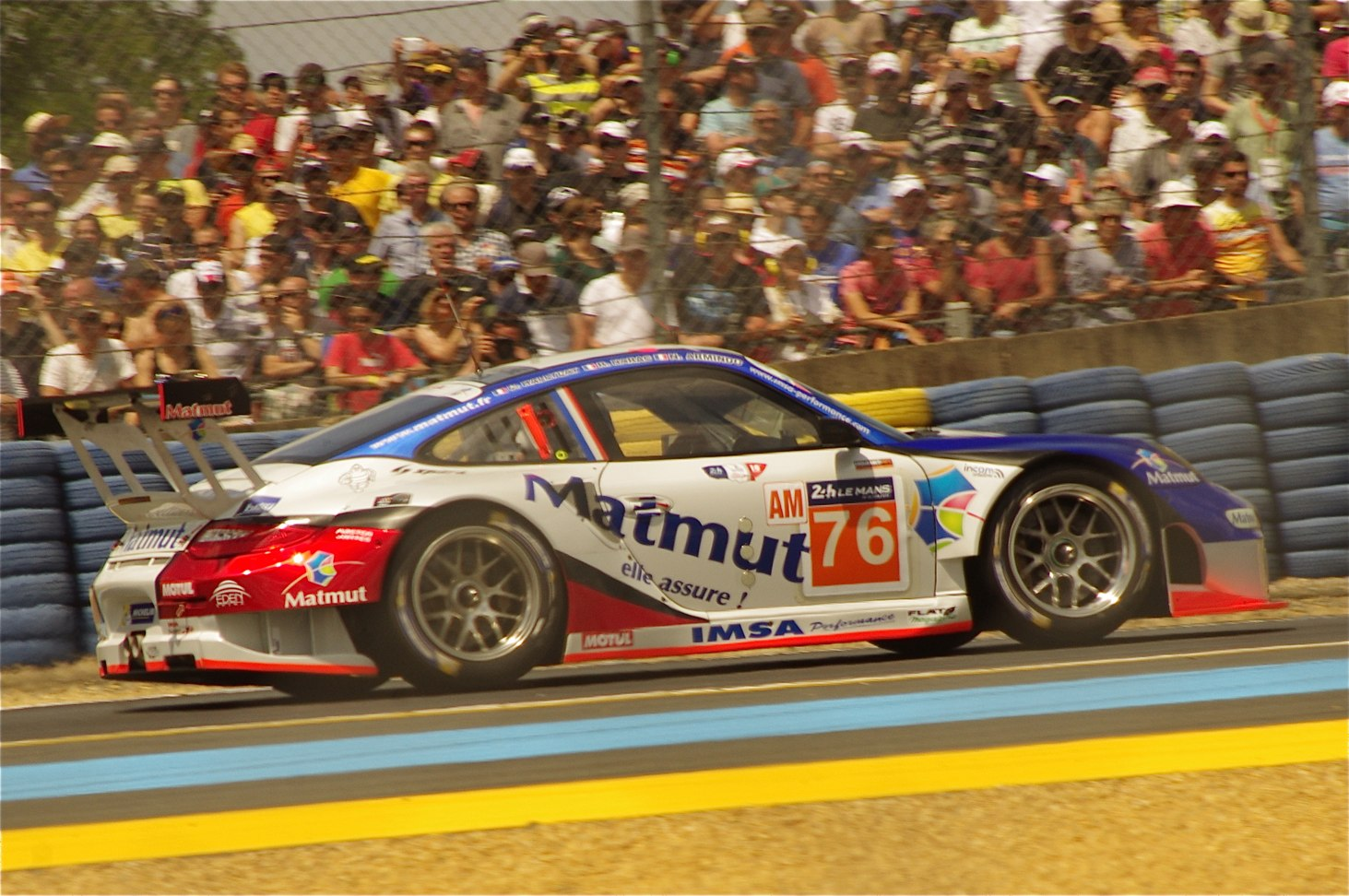
La Porsche 911 GT3 RSR de David Hallyday, Raymond Narac et Nicolas Armindo lors des 24 Heures du Mans 2014.

David Hallyday a participé à cinq reprises aux 24 Heures du Mans qu'il a terminées trois fois, avec pour meilleurs résultats deux 28e places.
| Année | Équipe                  | Équipiers                             | Voiture                 | Classe | Tours | Pos. | Class Pos. |
| ----- | ----------------------- | ------------------------------------- | ----------------------- | ------ | ----- | ---- | ---------- |
| 2003  | Courage Compétition     | Philippe Alliot Carl Rosenblad        | Courage C65-JPX         | LMP675 | 41    | Abd  | Abd        |
| 2007  | PSI Experience          | Claude-Yves Gosselin Philipp Peter    | Chevrolet Corvette C6.R | GT1    | 289   | 28e  | 12e        |
| 2008  | Larbre Compétition      | Christophe Bouchut Patrick Bornhauser | Saleen S7-R             | GT1    | 306   | 28e  | 7e         |
| 2011  | Team Oreca Matmut       | Alexandre Prémat Dominik Kraihamer    | Oreca 03-Nissan         | LMP2   | 200   | Abd  | Abd        |
| 2014  | IMSA Performance Matmut | Raymond Narac Nicolas Armindo         | Porsche 911 GT3 RSR     | GTE Am | 323   | 31e  | 11e        |

### Famille et vie privée
David Hallyday est le fils du chanteur Johnny Hallyday (1943-2017) et de la chanteuse Sylvie Vartan (née en 1944).
Du côté de sa mère, il est le demi-frère par adoption de Darina Vartan Scotti (née en 1997).
Du côté de son père, il est le demi-frère de Laura Smet (née en 1983). Il est également le demi-frère par adoption de Jade Smet (née en 2004) et de Joy Smet (née en 2008) adoptées par son père et sa belle-mère Laeticia Boudou.
Il est aussi le neveu du musicien Eddie Vartan (1937-2001), et le cousin germain de l'acteur franco-américain Michael Vartan (né en 1968).
Le chanteur Carlos est son parrain. Sa marraine est Mercedes Calmel Mendès, amie de Sylvie Vartan, morte à 22 ans le 11 avril 1968 dans un accident de voiture à Bois-d'Arcy duquel Sylvie Vartan a réchappé.

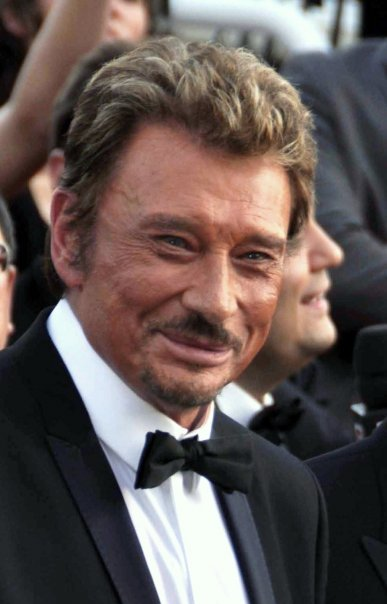
Johnny Hallyday, son père
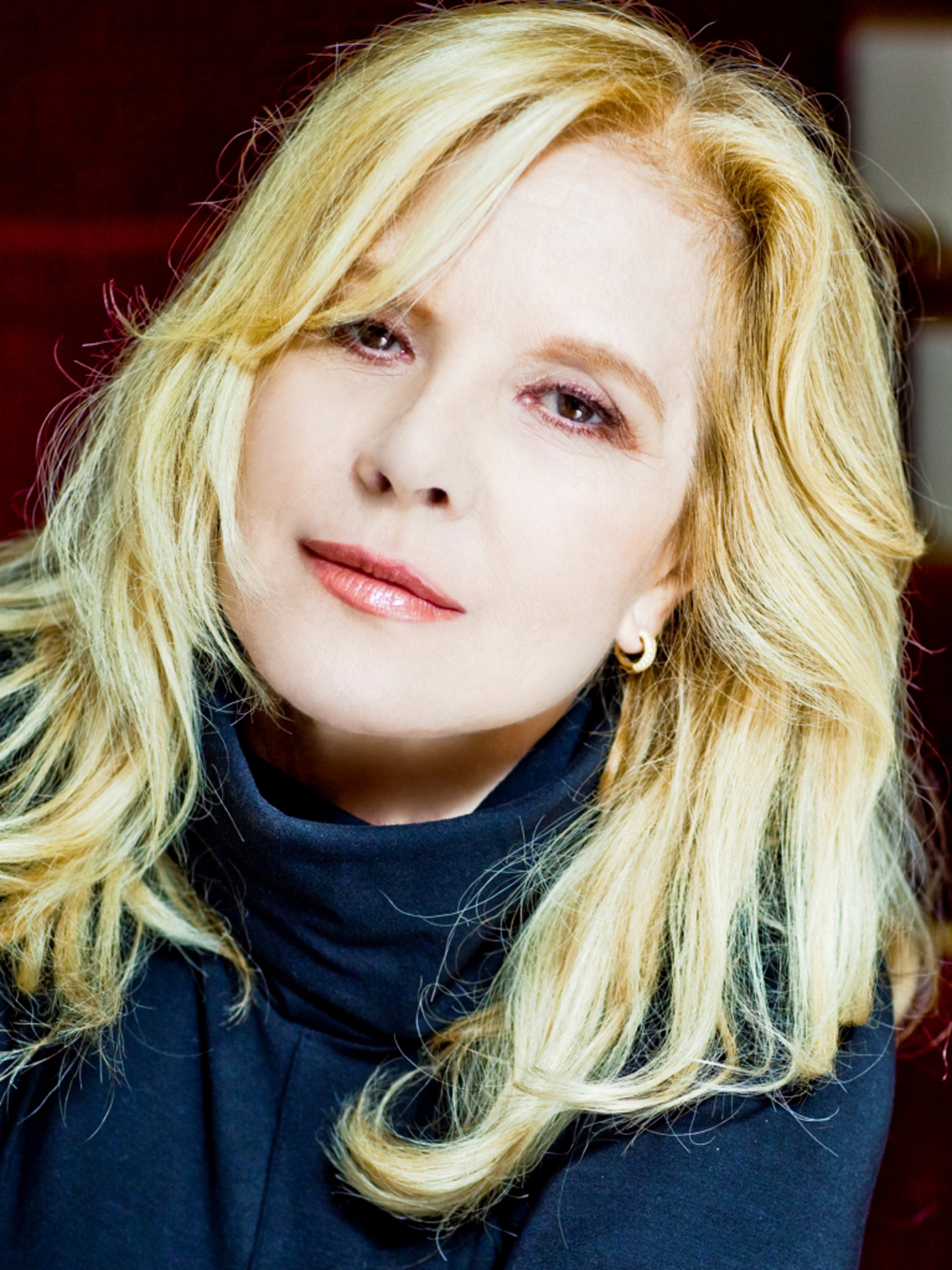
Sylvie Vartan, sa mère
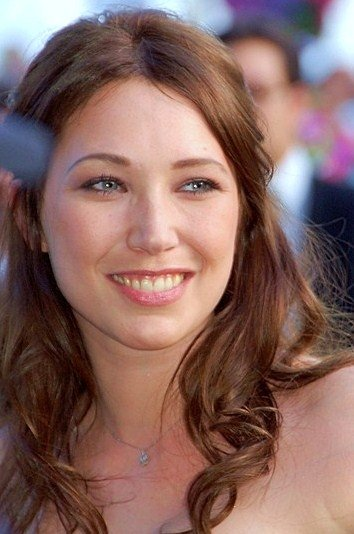
Laura Smet, sa demi-sœur
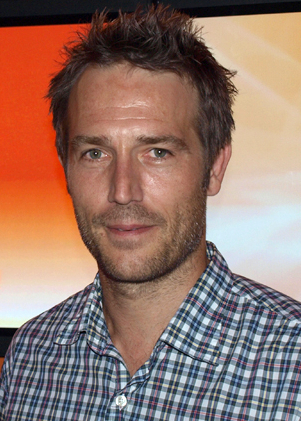
Michael Vartan, son cousin germain

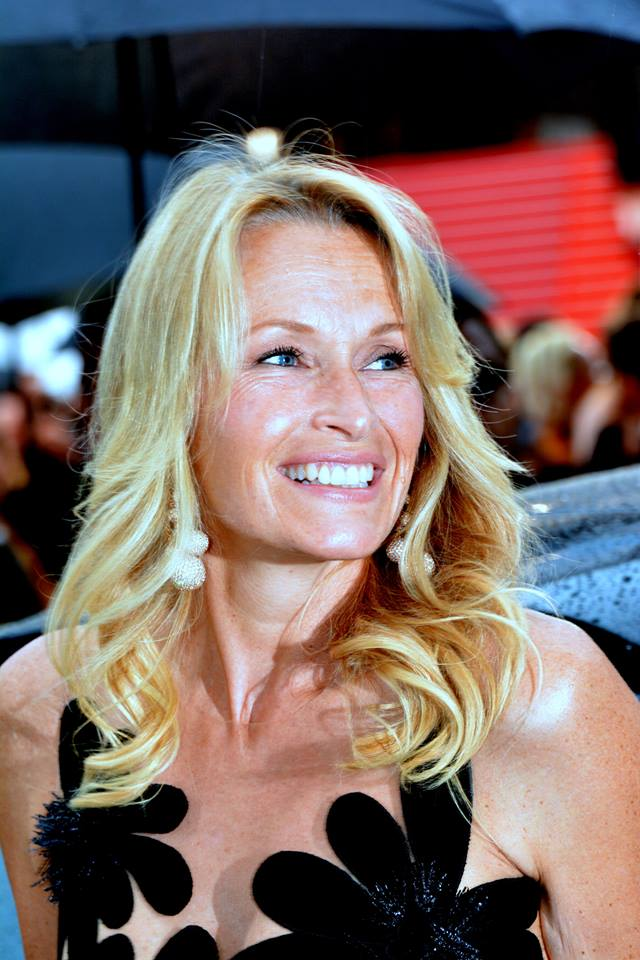
Estelle Lefébure

Le 15 septembre 1989, il épouse le mannequin Estelle Lefébure (née en 1966), rencontrée sur un plateau de télévision. De leur union naissent deux filles : Ilona Smet, le 17 mai 1995, et Emma Smet, le 13 septembre 1997. Le couple se sépare en février 2001.
Le 3 juin 2004, il se marie avec Alexandra Pastor (née en 1976), fille de Michel Pastor (1943-2014), homme d'affaires monégasque. Leur fils Cameron est né le 8 octobre 2004.
En 2017, la presse annonce son installation au Portugal.
Il se joint à la procédure judiciaire lancée en février 2018 par sa demi-sœur Laura Smet pour contester le quatrième testament de son père, qui les déshérite tous deux au profit de Laeticia Hallyday,.

## Discographie

### Albums studio
- 1988 : True Cool
- 1989 : Your power of love (Album destiné au Japon)
- 1990 : Rock'n'heart
- 1994 : 2000 BBF (Avec Blind Fish)
- 1997 : Novacaine
- 1999 : Un paradis/Un enfer
- 2002 : Révélation
- 2004 : Satellite
- 2007 : David Hallyday
- 2010 : Un nouveau monde
- 2015 : Alive (Avec Mission Control)
- 2016 : Le temps d'une vie
- 2018 : J'ai quelque chose à vous dire
- 2020 : Imagine un monde
- 2024 : Requiem pour un fou

### Albums live
- 1992 : On the Road

## Récompenses
- 1988 : disque d'or pour True Cool.
- 1988 : single d'or pour High
- 1990 : disque d'or pour Rock'n Heart.
- 1998 : meilleur album de l'année pour Novacaine par RockUS.
- 1999 : single de diamant pour Tu ne m'as pas laissé le temps.
- 1999 : disque de platine pour Un paradis en enfer.
- NRJ Music Awards :
  - 2000 : meilleur artiste masculin francophone.
- 2000 : prix de la SACEM Vincent Scotto pour Tu ne m'as pas laissé le temps.
- 2010 : disque d'or pour Un nouveau monde.
- 2019 : disque de platine pour J'ai quelque chose à vous dire
- 2025 : disque d'or pour Requiem pour un fou

## Partition musicale
- 2000 : Un Paradis/Un Enfer, éditions Carisch-Musicom, 88 pages, paru le 1er septembre 2000  (ISBN 8882915913).

## Filmographie

### Cinéma
David Hallyday a joué dans trois films et prêté sa voix à un personnage Disney.
- 1987 : He's My Girl, de Gabrielle Beaumont. Rôle : Brian.
- 1994 : Grosse Fatigue, de Michel Blanc (Sélection Officielle au Festival de Cannes). Rôle : lui-même.
- 2002 : La Planète au trésor : Un nouvel univers, de Ron Clements et John Musker. Voix française de Jim Hawkins.
- 2015 : Hunger Games : La Révolte, partie 2, de Francis Lawrence. Courte apparition à la fin du film, comme gardien de la serre de Snow.

### Télévision
- 1987 : Dorothée Show
- 2023 : Capitaine Marleau : À contre-courant : Grégoire

### Court métrage
- 2020, The Beast de Pascal Lastrajoli : Le tueur en série

## Publication
En 2023, David Hallyday publie aux Éditions Le Cherche Midi, une autobiographie intitulée Meilleur album.